# Zugarramurdi
Zugarramurdi là một đô thị ở cộng đồng tự trị Navarre của Tây Ban Nha. Đô thị này có diện tích 5.649 km2, dân số 226 người. Zugarramurdi nằm ở độ cao 205 m trên mực nước biển, cách tỉnh lỵ 83 km.
Theo đạo luật 18/1986 ngày 15/12 về xứ Basque, Navarre được chia thành ba vùng ngôn ngữ. Đô thị này nằm trong khu vực tiếng Basque nơi ngôn ngữ này được đa số dân sử dụng. Tiếng Basque và tiếng Catalan được sử dụng trong quản lý hành chính, truyền thông, giáo dục, văn hóa.

## Biến động dân số
| Biến động dân số                                           | Biến động dân số | Biến động dân số | Biến động dân số | Biến động dân số | Biến động dân số | Biến động dân số | Biến động dân số | Biến động dân số | Biến động dân số | Biến động dân số |
| 1996                                                       | 1998             | 1999             | 2000             | 2001             | 2002             | 2003             | 2004             | 2005             | 2006             | 2007             |
| ---------------------------------------------------------- | ---------------- | ---------------- | ---------------- | ---------------- | ---------------- | ---------------- | ---------------- | ---------------- | ---------------- | ---------------- |
| 247                                                        | 239              | 237              | 234              | 231              | 235              | 230              | 229              | 233              | 223              | 226              |
| Nguồn: Zugarramurdi et instituto de estadística de navarra |                  |                  |                  |                  |                  |                  |                  |                  |                  |                  |